# Postmaster (e-mail)
De postmaster is de beheerder van een mailserver. Zijn voornaamste taak is ervoor te zorgen dat de dienst correct functioneert en bereikbaar is. Daarnaast is hij het eerste aanspreekpunt bij storingen of andere problemen met het verzenden of ontvangen van e-mails.
De postmaster kan ook worden gecontacteerd voor het melden van problemen met de operationele veiligheid, bijvoorbeeld bij gecompromitteerde e-mailaccounts, of voor het melden van misbruik, zoals bij het verzenden van spam.

## Mailbox
Zoals beschreven in RFC 822 en RFC 5321, moet elke domein die het ontvangen van e-mails via het SMTP-protocol ondersteunt, een e-mailpostvak hebben met het adres postmaster@example.com. Dit vergemakkelijkt het contact met een verantwoordelijke persoon voor de mailserver. Bovendien worden foutmeldingen die de MTA (Mail Transfer Agent) van een mailserver automatisch genereert, meestal naar dit e-mailadres gestuurd.
Zoals bij andere rolaccounts die in RFC 2142 worden beschreven, kan het postvak ook worden geconfigureerd als een alias van de verantwoordelijke voor de mailserver.
Omdat het postmaster-adres algemeen bekend en wijdverspreid is, is het vaak een doelwit van spam mails.

## Weblinks
- RFC 822 – Standard for the Format of Arpa Internet Text Messages. August 1982 (Engels).
- RFC 5321 – Simple Mail Transfer Protocol. (Engels).
- RFC 2142 – Mailbox Names for Common Services, Roles and Functions. (Engels).